# De to salige
De to salige er en svensk dramafilm fra 1986 instrueret af Ingmar Bergman. Filmen har Harriet Andersson og Per Myrberg i hovedrollerne og er baseret på en roman af Ulla Isaksson, som også bidrog til manuskriptet. Det var tredje gang at Bergman instruerede en film skrevet af Isaksson efter Livets under (1958) og Jomfrukilden (1960).
Filmen blev produceret i samarbejde med Sveriges Television og udsendt på SVT 2 den 19. februar 1989.

## Medvirkende
- Harriet Andersson som Viveka Burman
- Per Myrberg som Sune Burman
- Christina Schollin som Annika
- Lasse Pöysti som doktor Dettow
- Irma Christenson som Fru Storm
- Björn Gustafson som nabo